# Webster Hall

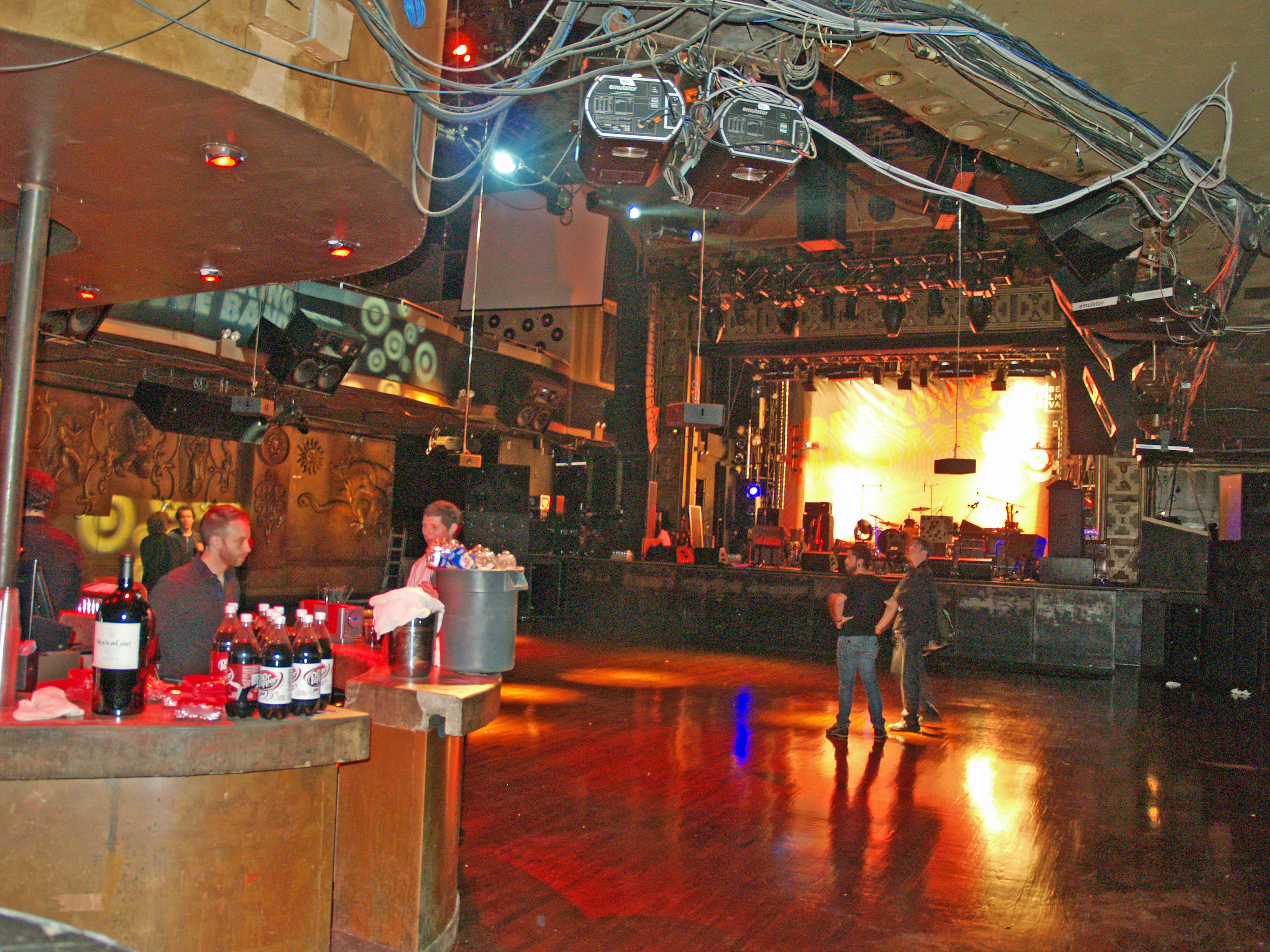
Interior do Webster Hall durante o 2008 Tribeca Film Festival.

Webster Hall é uma discoteca em Nova Iorque. Fica localizada na 125 East 11th Street. Funciona como uma discoteca, casa de shows, centro de eventos corporativos e como gravadora. Entre as performances notáveis já realizadas estão Bright Eyes (banda), The Hives, John Mayer, Rhett Miller, Beth Orton, Sonic Youth, Sleater-Kinney, Pink, The Jesus and Mary Chain, +44, The Bravery, Brian Jonestown Massacre, Mogwai, Spoon, Rollins Band, John Butler Trio, Explosions in the Sky, The Flaming Lips, Dispatch, Linkin Park, Green Day, Infected Mushroom, Halsey e Lady GaGa. Os álbuns do The Music Theatre do Lincoln Center dos shows da Broadway, gravados entre 1964 e 1969, foram todos feitos no Webster Hall, mas sem uma platéia ao vivo.
É de propriedade da Unity Gallega (Casa Galicia of New York).